# Distretto di Chalhuanca
Il distretto di Chalhuanca è un distretto del Perù nella provincia di Aymaraes (regione di Apurímac) con 4.558 abitanti al censimento 2007 dei quali 3.641 urbani e 917 rurali.
È stato istituito fin dall'indipendenza del Perù.